# Strom bódhi

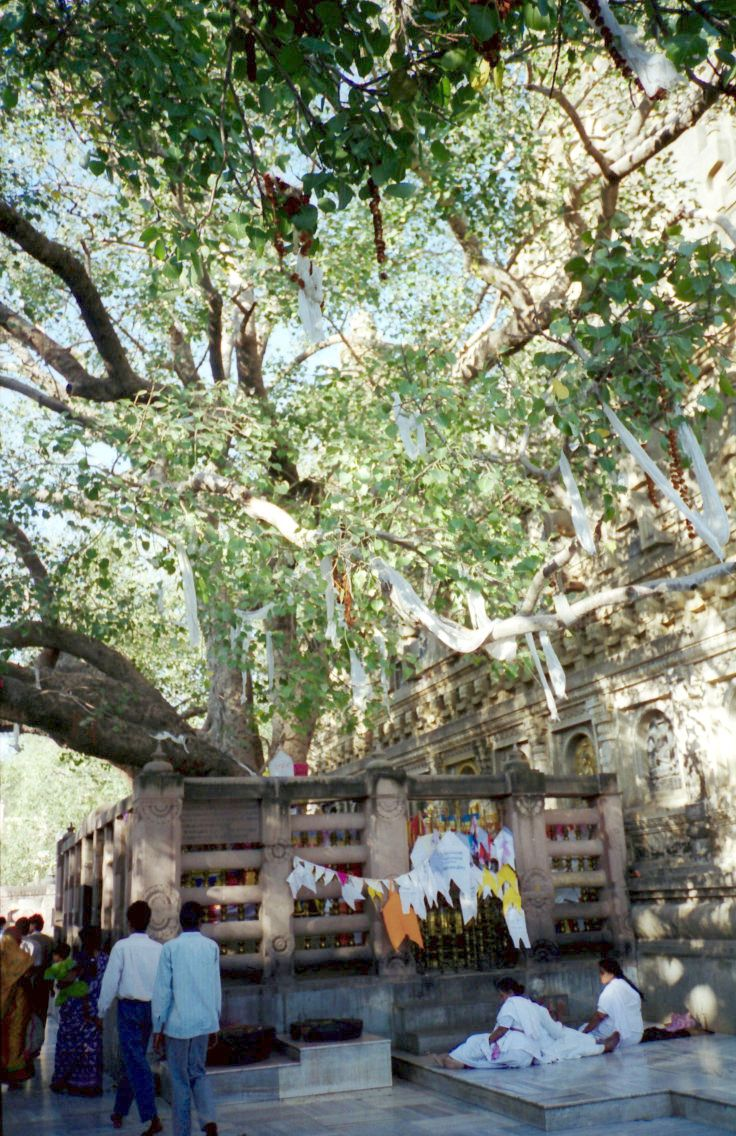
Strom bódhi v Bódhgaji

Strom bódhi, také Strom osvícení či Strom probuzení, je fíkusovitý strom (Ficus religiosa), pod kterým podle buddhistické tradice dosáhl Buddha Gautama probuzení (skt. bódhi). Mělo k němu dojít přibližně před 2 500 lety v Bódhgaji. U tohoto místa brzy vyrostl Chrám Mahábódhi, který dnes patří k vůbec nejnavštěvovanějším buddhistickým poutním místům.

## Strom Bódhi jako symbol
Pozorovat jej můžeme u některých buddhistických chrámů. Je považován za jeden ze tří posvátných objektů symbolizujících Buddhu. Dalším symbolem je stúpa nebo hemisférické budovy skrývající pozůstatky Buddhy. Posledním symbolem je obraz Buddhy v budu ge či vihara ge. Všechny stromy bódhi jsou považovány za blízké příbuzné stromu bódhi v Anuradhapuře, zasazenému ve 3. století př. n. l. Stal se nedílnou součástí buddhistických rituálů a je spojován s životem Buddhy a tím i vírou v jeho magickou moc. Buddhisté věří, že právě strom bódhi má tu největší moc ze všech stromů po celém světě. Samotný název Strom bódhi je užíván buddhisty k rozlišení jeho dvou významů, a to označení stromu ficus religiosa a strom pod kterým Siddhártha Gautama došel k osvícení. 
Koloběh života stromu, narození, růst i jeho smrt vzhledem k buddhistické mytologii a tradici je zahalen tajemstvím a je mu přikládána prastará magická moc.
Strom bódhi v buddhismu zaujímá důležitou hodnotou existence jak materiální, tak spirituální. Nejčastěji je vyobrazován na malbách, rytinách či soškách s Buddhou.
Listy Stromu bódhi najdeme v buddhistických chrámech, většinou obklopují kolo Dharmy či jiné symboly náležící k buddhismu.

## Historie

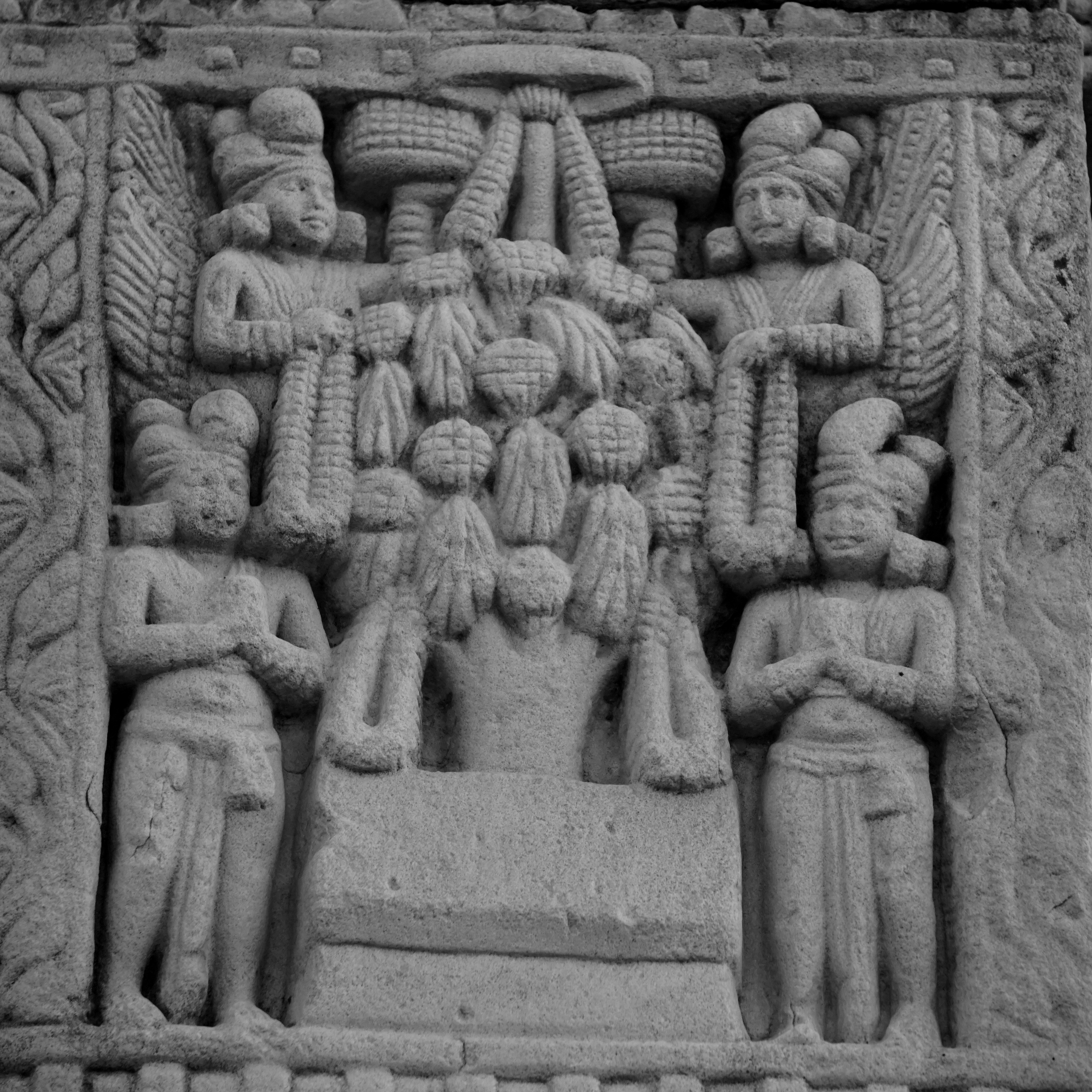
Strom bódhi, 3 buddhistická stúpa v Šánčí. Autor fotografie: Anandajoti Bhikkhu. Jeskyně Bhaja, Lonavala, Indie.

Strom v Bódhgaja byl zničen králem Puspyamitrou ve 2. století před n. l. během období potlačování buddhismu a strom zasazený po něm, nejspíše jeho potomek, byl opět zničen králem Sassankou na začátku 7. stol. n. l. Na stejném místě však mnišská sangha vypěstovala strom nový z odnože původního stromu. Ten byl však v 19. století zničen bleskem. V současné době se v Bódhgaji nachází strom vypěstovaný ze srílanského výhonku stromu. Strom na Srí Lance je vypěstován z odnože původního stromu, který sem byl přenesen díky misijnímu působení za doby vlády krále Ašóky. 

## Praktické užití
Ze semen Fíkovníku posvátného se vyrábějí korálky užívané k modlitbám. Jsou považovány za posvátné vzhledem k Buddhovi a jeho osvícení. Listy jsou používány na léčbu různých neduhů, například zánětu středního ucha. Považuje se za analgetikum a má protizánětlivé účinky. Je prokázáno, že významně pomáhá při léčbě úplavice, jakož i různým onemocněním močových cest.